# Wang Jin
Wang Jin (Xina, 13 de setembre de 1972) és una esportista xinesa que va competir en judo.
Als Jocs Asiàtics de 1993 va obtenir la medalla d'argent. Va guanyar una medalla de bronze als Jocs Asiàtics de 1994 d'Hiroshima en la categoria de –52 kg i l'any següent va quedar en cinquena posició a la Copa del Món.
Va competir als Jocs Olímpics d'Estiu de 1996 d'Atlanta, on va acabar en 18a posició. Va competir en diverses ocasions als Jocs Mundials Militars, en els quals va obtenir una medalla d'or l'any 1999, a Zagreb. Igualment, en dues ocasions va guanyar els Campionats Mundials Militars, els anys 1997 i 1998, i el 2000 va obtenir la medalla de plata.

## Palmarès internacional
| Jocs Asiàtics | Jocs Asiàtics     | Jocs Asiàtics | Jocs Asiàtics |
| Any           | Lloc              | Medalla       | Categoria     |
| ------------- | ----------------- | ------------- | ------------- |
| 1994          | Hiroshima ( Japó) | 3             | –52 kg        |